# Cymothoe hesione
Cymothoe hesione är en fjärilsart som beskrevs av Gustav Weymer 1907. Cymothoe hesione ingår i släktet Cymothoe och familjen praktfjärilar. Inga underarter finns listade i Catalogue of Life.